# Ce soir à onze heures
Pour plus de détails, voir Fiche technique et Distribution.
Ce soir à onze heures (Stasera alle undici) est un film policier italien réalisé par Oreste Biancoli et sorti en 1938. Il est parfois considéré comme un précurseur du giallo.
Le titre provisoire du film était Stanotte alle 11. Oreste Biancoli, metteur en scène de théâtre, fait ici ses débuts en tant que réalisateur de films.

## Synopsis
Une dame de la haute société, ex-femme d'un ambassadeur américain, s'ennuie et se passionne pour les romans policiers, les lit et fantasme. Elle finit par être enlevée pour de vrai, courant après ses fantasmes : elle sera sauvée par un policier qu'elle croit être un bandit. Finalement, ils tombent amoureux et se marient.

## Fiche technique
- Titre français : Ce soir à onze heures[1]
- Titre original italien : Stasera alle undici[2]
- Réalisation : Oreste Biancoli
- Scenario : Mario Soldati, Mario Camerini, Oreste Biancoli
- Photographie : Václav Vích
- Montage : Ferdinando Maria Poggioli
- Décors : Guido Fiorini (it)
- Production : Roberto Dandi, Marcello Caracciolo (it)
- Société de production : Società Esercizi Cinema e Teatro (SECET)
- Pays de production :  Royaume d'Italie
- Langue originale : Italien
- Format : Noir et blanc - 1,37:1 - Son mono - 35 mm
- Durée : 69 minutes
- Genre : Film policier
- Dates de sortie :
  - Royaume d'Italie : janvier 1938
  - France : 14 décembre 1938

## Distribution
- Francesca Braggiotti : Lady Elena Norton
- John Davis Lodge : Jack Morris
- Memo Benassi : Ambassadeur Leopold Norton
- Sergio Tofano : Colonel Muffon
- Clara Padoa : Dorothy
- Enrico Glori : Gabry, le gangster
- Ivana Claar : Ivana
- Piero Pastore : Willy
- Cesare Polacco : pompiste
- Nino Marchetti : le directeur du cinéma
- Bianca Stagno Bellincioni : Marquise de Fondi
- Vittorio Vaser : Walter
- Paolo Varna : Max
- Edda Soligo : fille de tir
- Cesare Zoppetti : Severino
- Ugo Sasso : Leone
- Renato Chiantoni : l'informateur du Luna Bar

## Production
Le film est tourné aux studios de Cinecittà.

### Attribution des rôles
Le film met en scène l'Américain John Davis Lodge, membre de l'une des familles les plus connues de la politique américaine, et son épouse Francesca Braggiotti. Lodge devient gouverneur du Connecticut de 1951 à 1955 et, après son entrée en politique, sa femme abandonne également sa carrière cinématographique.